# 小眼沙鮻
小眼沙鮻（学名：Sillago microps），又名小眼鱚、沙腸仔，为輻鰭魚綱沙鮻科鱚屬下的一个种，该物种分布于西北太平洋海域，包括台湾岛，体长可达20公分。